# Oniceni
Oniceni is een Roemeense gemeente in het district Neamț.
Oniceni telt 3426 inwoners.